# ملكة جمال الولايات المتحدة الأمريكية 1952
مسابقة ملكة جمال الولايات المتحدة الأمريكية 1952 (بالإنجليزية: Miss USA 1952)‏ هي مسابقة ملكة جمال الولايات المتحدة الأمريكية الأولى، عقدت المسابقة في 27 يونيو 1952 في قاعة بلدية لونغ بيتش، لونغ بيتش، كاليفورنيا شهدت المسابقة تنافس 42 ولاية على افتتاح ملكة جمال الولايات المتحدة الأمريكية، توجت ملكة جمال جاكي لوغيري من نيويورك. وحلت لوغري في المرتبة العاشرة في مسابقة ملكة جمال الكون 1952. أصبحت ممثلة وظهرت في عدد من الأفلام والبرامج التلفزيونية.

## النتائج

### المراكز النهائية
| النتائج النهائية                          | المتنافسة |
| ----------------------------------------- | --- |
| ملكة جمال الولايات المتحدة الأمريكية 1952 | - نيويورك - جاكي لوغري |
| الوصيفة الأولى                            | - لويزيانا - جين طومسون |
| الوصيفة الثانية                           | - ميزوري - كارولين كارلو |
| الوصيفة الثالثة                           | - تينيسي - جان هاربر |
| الوصيفة الرابعة                           | - أوكلاهوما - ترولا بيرشفيلد |
| أفضل 10                                   | - إنديانا - فرجينيا جونسون - ميشيغان - جودي هاتولا - مينيسوتا - جودل سترملينجر - مونتانا - فاليري جاكسون - نيو جيرسي - روث هامبتون |

## المتسابقات
| - ألاباما - دوريس إدواردز - أركنساس - باربرا واثين - أريزونا - شارلين هندريكس - كاليفورنيا - غلوريا ماكسويل - كولورادو - جوان لين - كونيتيكت - جو كولمان - ديلاوير - سو لانغتون - فلوريدا - إيفون بيرس - جورجيا - بيتي جين وود - أيداهو - شيري جان ليندسي - إلينوي - شيري ماتوليس - إنديانا - فرجينيا آن جونسون - كانساس - بيت لو رينيك - كنتاكي - جان فوتر تينجل - لويزيانا - جين فون طومسون - مين - جان ماري لومير - ماساتشوستس - فيل دورن - ميشيغان - جودي هاتولا - مينيسوتا - جودل سترملينجر - ميسيسيبي - كارولين توماس - ميزوري - كارولين كارلو | - مونتانا - فاليري جاكسون - نيفادا - باربرا جان كلارك - نيو مكسيكو - كاي نيل - نيو جيرسي - روث جون هامبتون - نيويورك - جاكي لوغيري - كارولاينا الشمالية - دوريس ستانلي - داكوتا الشمالية - غلوريا جو رو - أوهايو - مارجي برورينغ - أوكلاهوما - ترولا بيرشفيلد - أوريغون - بيت بيلي - بنسيلفانيا - جين فيرغسون - رود آيلاند - أنا دولوريس سيليندر - كارولاينا الجنوبية - مارجي ألين - داكوتا الجنوبية - مارلين ريب - تينيسي - جان هاربر - تكساس - شارلين ماكلاري - يوتا - كارول جان إيسبل - فيرمونت - إليزابيث ويتكومب - فرجينيا - إليزابيث غلين - واشنطن - أديل سلايبو - ويسكونسن - جيني اليانور هيوستن |

## روابط خارجية
- موقع ملكة جمال الولايات المتحدة الرسمي